# Acroceras
Acroceras, biljni rod iz porodice trava. Postoji dvadesetak vrsta u tropskim i suptropskim krajevima Amerike, Afrike i Azije.

## Vrste
1. Acroceras amplectens Stapf
2. Acroceras attenuatum Renvoize
3. Acroceras boivinii (Mez) A.Camus
4. Acroceras bosseri A.Camus
5. Acroceras calcicola A.Camus
6. Acroceras chaseae Zuloaga & Morrone
7. Acroceras diffusum L.C.Chia
8. Acroceras elegans A.Camus
9. Acroceras excavatum (Henrard) Zuloaga & Morrone
10. Acroceras fluminense (Hack.) Zuloaga & Morrone
11. Acroceras gabunense (Hack.) Clayton
12. Acroceras hubbardii (A.Camus) Clayton
13. Acroceras ivohibense A.Camus
14. Acroceras lateriticum A.Camus
15. Acroceras macrum Stapf
16. Acroceras mandrarense A.Camus
17. Acroceras manongarivense A.Camus
18. Acroceras munroanum (Balansa) Henrard
19. Acroceras parvulum A.Camus
20. Acroceras sambiranense A.Camus
21. Acroceras seyrigii A.Camus
22. Acroceras tenuicaule A.Camus
23. Acroceras tonkinense (Balansa) C.E.Hubb. ex Bor
24. Acroceras zizanioides (Kunth) Dandy